# Maria Christina van Oostenrijk (1742-1798)
Maria Christina Johanna Josepha Antonia van Oostenrijk (Wenen, 13 mei 1742 — aldaar, 24 juni 1798) was het vijfde kind van keizer Frans I Stefan en keizerin Maria Theresia.
Maria Christina (ook wel Mimi, Mizzerl of La Marie genoemd) was een mooi en intelligent kind en een getalenteerd schilder. Ze was de favoriet van haar moeder, tot jaloezie van haar broers en zussen, en ze briefde al hun geheimen aan haar door. Als 17-jarige had Maria Christina een romance met Ludwig Eugene van Württemberg, maar als zoon van een hertog kwam hij niet in aanmerking als echtgenoot voor de dochter van de keizer. Hij ontmoette de aantrekkelijke aartshertogin tijdens een huisconcert waaraan ze deelnam en ontwikkelde al snel een grote genegenheid voor haar, zoals hij uitlegde in zijn memoires.
Ze trouwde (als enige van haar zussen uit liefde) op 8 april 1766 te Wenen met Albert Casimir van Saksen-Teschen. Omdat Frans Stefan kort daarvoor was overleden werd er tijdens de bruiloft zwart gedragen. Het huwelijk, dat als gelukkig kan worden bestempeld, bracht Albert Casimir uit de nalatenschap van zijn schoonvader diens bezittingen rond Teschen in Silezië, waaraan de titel hertog van Teschen werd verbonden.
Albert Casimir was landvoogd van de Oostenrijkse Nederlanden van 1780 tot 1793. Tussen 1782 en 1784 werd  het Kasteel van Laken te Brussel als buitenverblijf voor het paar gebouwd. Na enkele moeilijke jaren (door de Brabantse Omwenteling en de oorlog tegen de Fransen) vestigde het paar zich in 1795 te Wenen. Maria Christina overleed aldaar, ruim een maand na haar 56e verjaardag, aan tyfus.
Maria Christina was goed bevriend met prinses Isabella van Parma, de vrouw van haar oudere broer, keizer Jozef II. Ook al ontmoetten de twee elkaar elke dag, ze schreven ook brieven naar elkaar. Alleen Isabella's brieven zijn bewaard gebleven. Uit deze brieven lijkt naar voren te komen dat deze relatie zich tot een liefdesrelatie had ontwikkeld:
Ik schrijf u opnieuw, wrede zuster, hoewel ik u nog maar net heb verlaten. Ik kan het niet uitstaan om te wachten om mijn lot te weten, en om te leren of u mij een persoon vindt die uw liefde waardig is, of dat u mij in de rivier zou willen gooien. Ik kan deze onzekerheid niet verdragen, ik kan niets anders bedenken dan dat ik waanzinnig verliefd ben. Kon ik maar weten waarom dit zo is, want je bent zo wreed dat men niet van jou zou moeten houden, maar ik kan er niets aan doen.— Isabella van Parma
Met haar broers en zussen kon ze het niet zo goed vinden; enerzijds omdat ze de lieveling van hun moeder was en anderzijds door het grote leeftijdverschil. Ze was dertien jaar ouder dan Marie Antoinette. Ook toen Maria Christina in Brussel resideerde waren de verhoudingen met haar zuster en zwager in Versailles slecht.
Uit haar huwelijk is een kind geboren dat al na één dag overleed, daarnaast adopteerde ze nog een kind:
- Maria Theresia van Saksen-Teschen (Wenen, 16 mei 1767 - aldaar, 17 mei 1767)
- Karel Lodewijk Johan Jozef Laurens (Florence, 5 september 1771 – Wenen, 30 april 1847) aartshertog van Oostenrijk, prins van Toscane, hertog van Teschen. Hij was de zoon van haar broer keizer Leopold II en Marie Louise van Bourbon